# ایم جونگ-سوک
ایم جونگ-سوک (انگلیسی: Lim Jeong-sook؛ زادهٔ ۲۴ نوامبر ۱۹۷۲) بازیکن هاکی روی چمن اهل کره جنوبی است.